# Гладовец Краварски
Гладовец Краварски је насељено место у општини Краварско, у Туропољу, Хрватска. До нове територијалне организације у Хрватској место је припадало бившој великој општини Велика Горица.

## Становништво
| Националност       | 1991.        |
| Хрвати             | 187 (99,46%) |
| Срби               | 1 (0,53%)    |
| Југословени        | 0            |
| остали и непознато | 0            |
| Укупно             | 188          |